# San Mateo (Kalifornia)
San Mateo – miasto w Stanach Zjednoczonych, w stanie Kalifornia, w hrabstwie San Mateo.
W San Mateo urodził się Barry Bostwick, amerykański aktor.

## Miasta partnerskie
- Varde, Dania
- Toyonaka, Japonia
- San Pablo, Filipiny